# Nadiya Tkachenko
Pour les articles homonymes, voir Tkatchenko.
Nadiya Volodymyrivna Tkachenko (en ukrainien Ткаченко Надія Володимирівна, souvent prénommée Nadezhda en russe) née le 19 septembre 1948 à Krementchouk, est une ancienne athlète soviétique qui pratiquait le pentathlon. Elle a remporté le titre olympique aux Jeux olympiques d'été de 1980 à Moscou.

## Palmarès
Nadiya Tkachenko réalise en 1977 la meilleure performance mondiale de l'année dans sa discipline avec la marque de 4 839 points devant l'allemande Wilms et la canadienne Jones [1].

### Jeux olympiques d'été
- Jeux olympiques d'été de 1980 à Moscou ( Union soviétique)
  -  Médaille d'or au pentathlon

### Championnats d'Europe d'athlétisme
- Championnats d'Europe d'athlétisme de 1974 à Rome ( Italie)
  -  Médaille d'or au pentathlon
- Championnats d'Europe d'athlétisme de 1978 à Prague ( Tchécoslovaquie), mais successivement disqualifiée pour dopage pendant 18 mois.
  -  Médaille d'or au pentathlon.

## Référence et Liens externes
1.  L'Equipe, édition parue fin décembre 1997 incluant un bilan mondial et européen de l'athlétisme féminin commenté par Robert Parienté et Alain Billouin.
- Ressources relatives au sport :   - CIO
  - Olympedia
  - Tilastopaja
  - Track and Field Statistics
  - World Athletics